# Asesinato de Sophie Lancaster
Sophie Lancaster (Lancashire, Inglaterra; 26 de noviembre de 1986 - Salford, Inglaterra; 24 de agosto de 2007) fue una joven británica que fue víctima de una brutal paliza sufrida por un grupo de adolescentes mientras paseaba junto a su pareja por un parque de la localidad de Bacup, en el condado de Lancashire, el 11 de agosto de 2007. Como consecuencia de las graves heridas en la cabeza que Lancaster sufrió en el ataque, entró en coma irreversible, muriendo trece días después. Según la policía, el ataque pudo estar relacionado con el hecho de que la pareja vistiera moda gótica y perteneciera a la subcultura gótica.
Cinco adolescentes fueron detenidos y acusados de asesinato. Dos, Ryan Herbert y Brendon Harris, fueron declarados culpables de asesinato y sentenciados a cadena perpetua. Los otros tres fueron condenados y encarcelados por lesiones graves.

## Antecedentes
Sophie Lancaster fue alumna de la Bacup and Rawtenstall Grammar School y de la Haslingden High School, y estudiante de un año sabático que planeaba asistir al Accrington and Rossendale College para cursar una licenciatura en Filología Inglesa. Llevaba tres años saliendo con Robert Maltby, un estudiante de arte de 21 años de Mánchester, y ambos estaban vinculados desde hacía tiempo a la subcultura gótica. Sus familias los describían como «dos chicos inteligentes y sensibles. No son de los que se meten en líos, pero han tenido problemas en el pasado porque destacan».

## Ataque

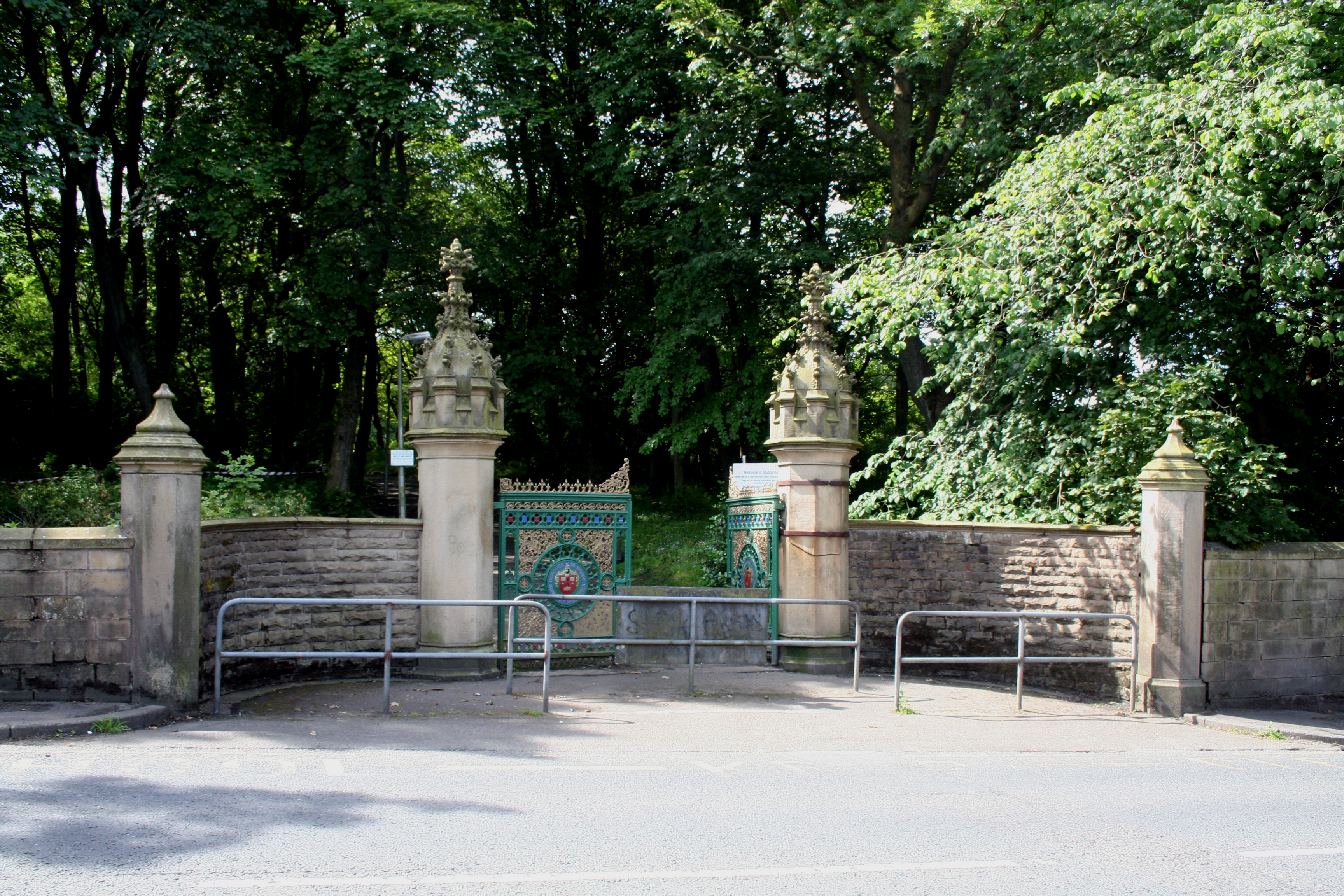
Imagen de la cerca de acceso a Stubbylee Park, donde ocurrió la agresión.

Mientras se dirigían a casa, Lancaster y Maltby fueron objeto de un «despiadado ataque colectivo» por parte de «un numeroso grupo de personas» entre la 1:10 y la 1:20 de la madrugada del sábado 11 de agosto de 2007, en la zona del parque de patinaje de Stubbylee Park, en Bacup. La pareja volvía a casa caminando y se encontró con una banda de adolescentes a la entrada del parque. El grupo los siguió y agredió a Maltby, dejándolo inconsciente, y luego a Lancaster, que estaba protegiendo a su novio. Un testigo de 15 años declaró a la policía: «Corrían hacia ella, le daban patadas en la cabeza y saltaban sobre ella». Uno de los testigos llamó a los servicios de emergencia desde un teléfono móvil: «Necesitamos... necesitamos una ambulancia en Bacup Park, acaban de golpear a este 'mosher' [gótico] porque es un 'mosher'». El diario The Guardian informó que, después, «los asesinos celebraron su ataque a los góticos o "moshers"», diciéndoles a sus amigos que habían «hecho algo bueno», afirmando: «Hay dos 'moshers' casi muertos en Bacup Park, queréis verlos, están hechos un desastre».
La policía declaró que se trató de «un ataque continuado en el transcurso del cual la pareja recibió graves heridas en la cabeza y tenían la cara tan hinchada que no pudimos determinar cuál de los dos era mujer y cuál varón». Ambos fueron hospitalizados como consecuencia del ataque, inicialmente en la enfermería de Rochdale. Las lesiones de Maltby le dejaron en coma y con hemorragias internas. Se recuperó gradualmente, pero había perdido la memoria de los momentos previos y posteriores a la agresión. Lancaster, en coma profundo, fue conectada a un respirador artificial y trasladada al Hospital General de Fairfield, en Bury, y después a la unidad de neurología del Salford Royal Hospital, en Salford. El personal médico determinó que nunca recuperaría la consciencia, y el 24 de agosto de 2007 se la desconectó de su soporte vital.

## Arrestos e investigación
La policía de Lancashire detuvo a cinco personas en relación con el ataque, pero llevó a cabo amplias investigaciones adicionales, ya que al parecer había hasta quince personas en la zona que podrían haber presenciado el asalto o participado en él. La policía identificó la vestimenta gótica de la pareja como posible motivación del ataque. Un joven de 15 años y otro de 16 ingresaron en prisión preventiva, mientras que dos de 15 y uno de 17 quedaron en libertad bajo fianza. En un principio se les acusó de lesiones graves intencionadas, pero tras la muerte de Lancaster, la Fiscalía de la Corona acusó a los cinco chicos de su asesinato.
El 5 de octubre de 2007, tras interrogar a más de un centenar de personas, la policía llegó a la conclusión de que no esperaban realizar más detenciones en el caso, y aunque entre 15 y 20 personas estuvieron en el parque en algún momento de la noche del ataque, creían que muchas no estaban directamente implicadas, ya que la zona era un lugar habitual de reunión nocturna de adolescentes.
Los vecinos de la zona identificaron el parque como un lugar frecuentado por «gamberros borrachos y violentos», culpables de vandalismo y consumo de alcohol por menores de edad. Antes de la tragedia, habían pedido que se tomaran medidas en la zona. Tras el asesinato, los residentes pidieron que se mejorara la seguridad en la zona, pero el Rossendale Borough Council dijo que unos guardas para el parque serían demasiado caros.

## Juicio y hechos posteriores
El 6 de septiembre de 2007, los cinco sospechosos fueron acusados de asesinato en el Tribunal de Menores de Burnley. Tres quedaron en libertad bajo fianza: dos chicos de 15 y 17 años de Shawforth, y un chico de 17 años de Bacup. El 18 de octubre, en el Tribunal de Menores de Burnley, los cinco fueron citados a comparecer ante el Tribunal de la Corona de Preston. El 31 de octubre de 2007 se celebró una vista preliminar, en la que los cinco fueron acusados del asesinato de Lancaster y de lesiones corporales graves intencionadas por la agresión a Maltby. El juez Anthony Russell ordenó una nueva vista de alegaciones y gestión del caso para el 14 de diciembre. Ese día, en la vista, los cinco acusados se declararon inocentes de ambos cargos.
Al comienzo del juicio, el 10 de marzo de 2008, los cinco chicos se declararon culpables del cargo de lesiones corporales graves con intención, Ryan Herbert se declaró culpable de asesinato, Brendan Harris se declaró inocente de asesinato, mientras que los cargos de asesinato contra los otros tres fueron retirados. En la vista, la fiscalía declaró: «Sophie y Robert fueron señalados no por nada que hubieran dicho o hecho, sino porque tenían un aspecto y vestían de forma diferente». El jurado escuchó extensas descripciones de la gravedad del ataque por parte de varios testigos y a través de una conversación telefónica grabada en ese momento.
Al término del juicio, el 27 de marzo, Brendan Harris fue declarado culpable de asesinato, y el juez permitió que se hicieran públicos los nombres de Harris y Herbert, que no habían sido revelados durante el juicio. El detective superintendente Mick Gradwell, de la policía de Lancashire, declaró que se trataba de uno de los asesinatos más violentos que había conocido en su carrera:

«No creo que Herbert y Harris hayan reconocido la violencia del ataque. Lo han hecho sin pensar, pero parecían haberlo disfrutado, y siguieron pateando sin piedad a dos personas muy indefensas que eran incapaces de protegerse por el nivel de violencia que les infligieron. [...] Soy muy crítico con algunos de los padres implicados. Realmente no creo que se hayan tomado completamente en serio lo repulsivo que fue este incidente».

Tanto Harris como Herbert fueron condenados a cadena perpetua y el juez recomendó que Harris cumpliera al menos dieciocho años y Herbert al menos dieciséis años y tres meses. En su alegato final, el juez calificó la agresión de «matonismo salvaje» que planteaba interrogantes sobre el «tipo de sociedad que existe en este país». Y añadió: «Se trata de un caso terrible que ha conmocionado e indignado a todos los que han oído hablar de él. Al menos los animales salvajes, cuando cazan en manada, tienen una razón legítima para hacerlo: conseguir comida. Ustedes no tienen ninguna y su comportamiento aquella noche degrada a la propia humanidad».
Los otros tres acusados también fueron condenados por su papel en el ataque. Los hermanos Joseph y Danny Hulme, y Daniel Mallett, que se habían declarado culpables de lesiones graves con intención de agredir a Maltby, fueron encarcelados. Mallett fue condenado a cuatro años y cuatro meses, y los hermanos Hulme, a cinco años y diez meses cada uno. El 13 de junio de 2008, se informó de que todos los acusados habían recurrido las sentencias condenatorias. El 7 de octubre se celebró la vista del recurso y se anunció que el resultado se daría a conocer más adelante.
El 29 de octubre se dieron a conocer los resultados del recurso. Ryan Herbert vio reducida su condena mínima de dieciséis años y tres meses a quince años y seis meses, una reducción de nueve meses después de que los jueces de apelación consideraran que no se había tenido suficientemente en cuenta su declaración de culpabilidad en el juicio inicial. Posteriormente, el 10 de febrero de 2020, la pena impuesta a Herbert se redujo a catorce años y medio, ya que un juez del Tribunal Superior concluyó que había realizado «progresos excepcionales» en prisión. Brendan Harris y los otros tres acusados vieron desestimados sus recursos.

## Tributos y homenajes
El parque donde tuvo lugar el ataque se cubrió de tributos florales a la pareja poco después de los hechos, y en los tablones de mensajes de Internet se vieron numerosos homenajes a Lancaster por parte de simpatizantes, incluidos algunos de Europa y América, entre ellos un grupo de Facebook y otro en Bebo en su honor.
El ataque fue ampliamente condenado en Lancashire y Rossendale por los dirigentes municipales y la comunidad local. En el festival de música electrónica alternativa Infest, celebrado en Bradford el 26 de agosto de 2007, justo después de la muerte de Lancaster, Ronan Harris, de VNV Nation, le dedicó la canción Illusion y se puso en contacto con la familia para ofrecer sus condolencias. También se le dedicó una canción a Lancaster en los conciertos celebrados en el Royal Court Theatre de Bacup los días 6 y 7 de septiembre de 2007, y se hizo una colecta. La familia y los amigos de Lancaster crearon un sitio web en su memoria y decidieron utilizar las contribuciones de los simpatizantes y de estos actos para crear un fondo especial denominado «S.O.P.H.I.E».
El objetivo de este fondo, que significaba «Stamp Out Prejudice Hatred and Intolerance Everywhere» era «proporcionar un monumento conmemorativo adecuado, un legado duradero para concienciar sobre la injusticia perpetrada contra Sophie Lancaster y trabajar por una sociedad más tolerante y menos violenta», declaró la madre de Lancaster.

## Reacción mediática
Los medios de comunicación hablaron del homicidio en relación con la oleada de violencia juvenil relacionada con las bandas que se produjo en el Reino Unido durante el verano de 2007, incluido el asesinato del colegial de Liverpool Rhys Jones. El entonces líder conservador David Cameron mencionó el atentado como ejemplo en un «discurso en el que criticó la delincuencia juvenil y el problema «real y creciente» de Gran Bretaña con la violencia». Luego, la cobertura se limitó principalmente a la prensa local e Internet, excepto el funeral, que recibió una cobertura más amplia. 
En febrero de 2008, The Observer comparó la escasa cobertura que recibió el caso de Lancaster con la gran cobertura que los medios de comunicación de todo el mundo prestaron al caso de discriminación que sufrió una pareja de góticos de Yorkshire que fueron arrojados de un autobús: «Que la historia recibiera sólo una fracción de la cobertura cosechada [sic] por los góticos a cara de perro dice algo sobre la sociedad. El excéntrico británico se ha convertido en un fenómeno de circo». Sin embargo, el juicio celebrado en marzo de 2008 fue objeto de una amplia cobertura en los medios de comunicación nacionales. El 13 de marzo de 2008, la revista Bizarre lanzó la campaña «Orgulloso de ser diferente» en su honor.
Rod Liddle, de The Sunday Times, observó tras el asesinato que las víctimas habían pagado el precio de la indulgencia de los criminales «asilvestrados» que lo perpetraron «por sus padres, por los tribunales, por el ayuntamiento, por un gobierno que quiere enviar menos gente así a la cárcel».
El funeral público de Lancaster se organizó para el 12 de noviembre de 2007 y contó con la asistencia de cientos de personas, incluidos equipos de filmación de la BBC. El 25 de noviembre de 2007, los amigos de Lancaster organizaron un concierto conmemorativo para «conmemorar la singularidad de Sophie», en el que actuaron sus grupos locales favoritos, la noche antes de lo que habría sido el 21 cumpleaños de Lancaster, en St Mary's Chambers, en Rawtenstall; el concierto fue cubierto por Granada Television.
El 13 de enero de 2009, se anunció que el festival Bloodstock Open Air iba a rebautizar su segundo escenario con el nombre de Sophie Lancaster Stage en homenaje y para promover la campaña S.O.P.H.I.E. El segundo escenario ha llevado este nombre todos los años desde entonces. Los días 24 y 25 de junio de 2008, la compañía de teatro Carabas representó una nueva comedia negra que trataba sobre las percepciones de la subcultura gótica, donando todos los beneficios al fondo S.O.P.H.I.E.

## Reacción en la subcultura gótica
El crimen suscitó muchos debates y muestras de simpatía, no sólo entre la subcultura gótica del Reino Unido, sino también en otras subculturas y en el extranjero. Martin Coles, que organizó el fondo del banco de Whitby, dijo: «Desde que empecé la campaña en línea para dar a conocer la colección, me ha contactado gente de todo el mundo que se ha sentido conmocionada por esto, y no sólo los de la comunidad gótica, he estado hablando con góticos, moteros, metaleros, gente de las escenas electro e indie, casi cualquier género alternativo».
Muchos debates se centraron en si el ataque debe calificarse como ejemplo de delito de odio, comparándose con el asesinato del punk Brian Deneke en Estados Unidos. Ha sido ampliamente percibido por los góticos como un ejemplo más extremo de la intolerancia social, la violencia y el abuso que pueden sufrir las personas como consecuencia de su adscripción a la subcultura gótica.
The Observer afirmó el 17 de febrero de 2008 que el caso formaba parte de una «oleada de ataques violentos contra chicos punk, góticos y metaleros [...] El caso de Sophie Lancaster se ha convertido en un grito de guerra para los miembros de la escena gótica preocupados por este recrudecimiento de la violencia». Este debate sobre el caso dio lugar a una petición en línea al Primer Ministro «para ampliar la definición de «delito de odio», a fin de incluir los delitos cometidos contra una persona o personas, sobre la base de su apariencia o intereses subculturales» en el sitio web del 10 de Downing Street.
Ade Varney, creador de la petición, afirmó que los góticos «sufren agresiones verbales todos los días, y no sólo por parte de los jóvenes. Pero ahora los adolescentes más jóvenes tienen la mentalidad de criminales empedernidos, y definitivamente percibo que este aspecto violento está empeorando. [...] La muerte de Sophie ha hecho reflexionar a la gente, y he oído hablar de adolescentes, sobre todo chicas, que modifican su forma de vestir cuando pasean por ciertas zonas». Esto dio lugar a acontecimientos políticos: el Manchester Evening News informó de que la diputada por Rossendale y Darwen Janet Anderson y el diputado por Hyndburn Greg Pope iban «a solicitar un debate en los Comunes para pedir que se amplíe la ley para incluir este tipo de ataques en la definición de delito de odio lo antes posible». El periódico informó de que iban a «presentar una moción de urgencia pidiendo al Gobierno que estudiara urgentemente la cuestión».
En mayo de 2009, el entonces ministro de Justicia Jack Straw dijo que, si bien no podía cambiar la ley, sí podía modificar las directrices de imposición de penas para exigir a los jueces que, a la hora de condenar a los autores, considerasen el ataque a un miembro de una subcultura como un factor agravante, similar a una agresión por motivos raciales u homófobos. En abril de 2013, la Policía del Gran Mánchester anunció que empezaría a registrar oficialmente los delitos cometidos contra góticos y otros grupos alternativos como delitos de odio, al igual que hace con los delitos dirigidos específicamente contra la raza, la discapacidad o la orientación sexual de alguien.